# Michał Żyro
Michał Żyro (ur. 20 września 1992 w Warszawie) – polski piłkarz oraz dziennikarz sportowy, który występował na pozycji pomocnika lub napastnika. Czterokrotny reprezentant Polski. Dwukrotny Mistrz Polski oraz sześciokrotny zdobywca Pucharu Polski.

## Kariera klubowa
Michał Żyro urodził się 20 września 1992 w Warszawie i tam też uczęszczał na zajęcia młodzieżowców Legii. W młodości trenował także tenis i lekkoatletykę. Wcześniej trenował w położonym niedaleko na południe od stolicy Piasecznie reprezentując barwy KS-u Piaseczno, w którym rozpoczął treningi w 1999 roku. W juniorach klubu z Łazienkowskiej spędził pięć lat, a w sezonie 2009/2010 był już uprawniony do gry w pierwszym zespole Legii z numerem „33”.
Jan Urban dał szansę debiutu Żyrze 20 listopada 2009, w derbowym pojedynku przeciwko Polonii Warszawa, który Legia zremisowała po bramkach Bartłomieja Grzelaka dla Legii i Łukasza Piątka dla Polonii. 23 października 2011 w 65. minucie w meczu przeciwko Widzewowi Łódź strzelił pierwszą bramkę w Ekstraklasie. W latach 2009–2015 wystąpił łącznie w 156 meczach Legii, strzelając w nich 27 goli i zaliczając 32 asysty. Zdobył w tym czasie 2 mistrzostwa i 4 Puchary Polski.
24 grudnia 2015 został zawodnikiem występującego w Championship klubu Wolverhampton Wanderers. Piłkarz podpisał z angielskim drugoligowcem 3,5-letni kontrakt, który wszedł w życie 1 stycznia 2016 roku. Otrzymał koszulkę z numerem 27. 
9 stycznia 2016 zadebiutował w przegranym 0:1, meczu 3. rundy Pucharu Anglii przeciwko West Ham United, zbierając dobre recenzje. W Championship zadebiutował 12 stycznia 2016, strzelając dwa gole w wygranym 3:2 meczu z Fulham. 5 kwietnia 2016 podczas ligowego meczu z MK Dons, w wyniku brutalnego faulu przeciwnika doznał zerwania więzadła pobocznego strzałkowego w kolanie. Kontuzja wykluczyła Polaka z gry na niemal 16 miesięcy. Do gry powrócił 23 sierpnia 2017 w wygranym 2:0 meczu Pucharu Ligi z Southampton.
22 stycznia 2018 został wypożyczony na pół roku do angielskiego trzecioligowego Charlton Athletic. 3 lutego 2018 zadebiutował w meczu League One przeciwko Oxford United (2:3). 10 marca 2018 w ligowym spotkaniu z Peterborough (1:4) zdobył swoją pierwszą bramkę dla Charltonu. W sezonie 2017/18 rozegrał 13 spotkań, w których zdobył 3 gole, a Charlton zajął 6. miejsce w tabeli League One.  
31 sierpnia 2018 został wypożyczony na rok do Pogoni Szczecin. Debiutował 27 października 2018 w meczu 13. kolejki Ekstraklasy z Lechem Poznań (3:0). 7 kwietnia 2018 w meczu z Arką Gdynia strzelił swoją jedyną bramkę dla Pogoni. Po zakończeniu sezonu opuścił zespół.   
29 czerwca 2019 podpisał roczny kontrakt z możliwością przedłużenia o kolejne 12 miesięcy z Koroną Kielce. Zadebiutował 11 sierpnia 2018 w ligowym meczu z Cracovią (0:1), zdobycze bramkowe (4) notował jedynie na poziomie trzecioligowych rezerw klubu.    
7 lutego 2020 został wypożyczony na pół roku do pierwszoligowej Stali Mielec. W sezonie 2019/20, Stal wygrała rozgrywki ligowe i awansowała do Ekstraklasy, natomiast Żyro rozegrał w rundzie wiosennej 14 meczów, w których strzelił 6 goli i zanotował 4 asysty.    
Po zakończeniu sezonu podpisał dwuletni kontrakt z Piastem Gliwice. W barwach klubu rozegrał łącznie 37 spotkań, w których strzelił 5 goli i zanotował 6 asyst.    
30 sierpnia 2021 przeniósł się do Jagiellonii Białystok, podpisując z klubem roczny kontrakt z możliwością przedłużenia o kolejny sezon.        

## Kariera reprezentacyjna
Michał Żyro w reprezentacji Polski zadebiutował 13 maja 2014 w towarzyskim meczu z Niemcami rozegranym w Hamburgu, który zakończył się bezbramkowym remisem. W 53. minucie gry zmienił Sławomira Peszkę.

## Statystyki

### Klubowe
Aktualne na 25 lipca 2020
| Klub                     | Sezon              | Liga               | Liga  | Liga   | Puchar kraju | Puchar kraju | Europa | Europa | Inne  | Inne   | Suma  | Suma   |
| Klub                     | Sezon              | Liga               | Mecze | Bramki | Mecze        | Bramki       | Mecze  | Bramki | Mecze | Bramki | Mecze | Bramki |
| ------------------------ | ------------------ | ------------------ | ----- | ------ | ------------ | ------------ | ------ | ------ | ----- | ------ | ----- | ------ |
| Legia Warszawa           | 2009/10            | Ekstraklasa        | 1     | 0      | 1            | 0            | –      | –      | –     | –      | 2     | 0      |
| Legia Warszawa           | 2010/11            | Ekstraklasa        | 6     | 0      | 2            | 0            | –      | –      | –     | –      | 8     | 0      |
| Legia Warszawa           | 2011/12            | Ekstraklasa        | 25    | 1      | 7            | 4            | 11     | 0      | –     | –      | 43    | 5      |
| Legia Warszawa           | 2012/13            | Ekstraklasa        | 9     | 2      | 2            | 2            | 5      | 1      | –     | –      | 16    | 5      |
| Legia Warszawa           | 2013/14            | Ekstraklasa        | 23    | 4      | –            | –            | 8      | 0      | –     | –      | 31    | 4      |
| Legia Warszawa           | 2014/15            | Ekstraklasa        | 27    | 5      | 5            | 3            | 13     | 3      | –     | –      | 45    | 11     |
| Legia Warszawa           | 2015/16            | Ekstraklasa        | 5     | 1      | 1            | 0            | 4      | 0      | 1     | 1      | 11    | 2      |
| Legia Warszawa           | Ogólnie            | Ogólnie            | 96    | 13     | 18           | 9            | 41     | 4      | 1     | 1      | 156   | 27     |
| Wolverhampton Wanderers  | 2015/16            | Championship       | 7     | 3      | 1            | 0            | –      | –      | –     | –      | 8     | 3      |
| Wolverhampton Wanderers  | 2016/17            | Championship       | –     | –      | –            | –            | –      | –      | –     | –      | 0     | 0      |
| Wolverhampton Wanderers  | 2017/18            | Championship       | –     | –      | –            | –            | –      | –      | 2     | 0      | 2     | 0      |
| Wolverhampton Wanderers  | Ogólnie            | Ogólnie            | 7     | 3      | 1            | 0            | 0      | 0      | 2     | 0      | 10    | 3      |
| Charlton Athletic (wyp.) | 2017/18            | League One         | 13    | 3      | –            | –            | –      | –      | 1     | 0      | 14    | 3      |
| Pogoń Szczecin (wyp.)    | 2018/19            | Ekstraklasa        | 11    | 1      | –            | –            | –      | –      | –     | –      | 11    | 1      |
| Korona Kielce            | 2019/20            | Ekstraklasa        | 13    | 0      | 1            | 0            | –      | –      | –     | –      | 14    | 0      |
| Stal Mielec (wyp.)       | 2019/20            | I liga             | 14    | 6      | 1            | 0            | –      | –      | –     | –      | 15    | 6      |
| Ogólnie w karierze       | Ogólnie w karierze | Ogólnie w karierze | 154   | 26     | 21           | 9            | 41     | 4      | 4     | 1      | 220   | 40     |

### Reprezentacyjne
| Mecze i gole w reprezentacji | Mecze i gole w reprezentacji | Mecze i gole w reprezentacji | Mecze i gole w reprezentacji | Mecze i gole w reprezentacji | Mecze i gole w reprezentacji | Mecze i gole w reprezentacji |
| Lp.                          | Data                         | Miejsce                      | Przeciwnik                   | Gol                          | Wynik                        | Rozgrywki                    |
| ---------------------------- | ---------------------------- | ---------------------------- | ---------------------------- | ---------------------------- | ---------------------------- | ---------------------------- |
| 1.                           | 13.05.2014                   | Hamburg, Niemcy              | Niemcy                       |                              | 0:0                          | towarzyski                   |
| 2.                           | 06.06.2014                   | Gdańsk, Polska               | Litwa                        |                              | 2:1                          | towarzyski                   |
| 3.                           | 14.10.2014                   | Warszawa, Polska             | Szkocja                      |                              | 2:2                          | el. ME 2016                  |
| 4.                           | 18.11.2014                   | Wrocław, Polska              | Szwajcaria                   |                              | 2:2                          | towarzyski                   |

## Sukcesy

### Legia Warszawa
- Mistrzostwo Polski: 2012/2013, 2013/2014
- Puchar Polski: 2010/2011, 2011/2012, 2012/2013, 2014/2015, 2015/2016

### Wisła Kraków
- Puchar Polskiː 2023/2024

### Indywidualne
- Król strzelców Pucharu Polski: 2011/2012 (4 gole)[c]

## Życie osobiste
Jego brat Mateusz również jest piłkarzem. 